# Гірнича виробка

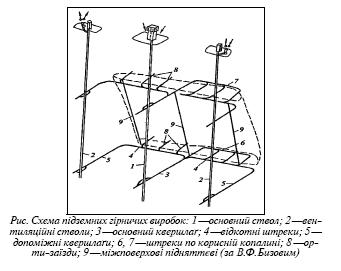

Гірни́ча ви́робка — штучна порожнина в гірському масиві, утворена шляхом виймання корисних копалин та інших порід в межах проєктного перетину з метою подальшої експлуатації. У міцних монолітних породах  з коефіцієнтом тривкості понад 10 за шкалою проф. М. М. Протодьяконова можлива експлуатація виробок без кріплення, але в більшості випадків підтримання гірничих виробок протягом проєктного терміну експлуатації здійснюється з використанням різноманітних конструкцій гірничого кріплення.

## Класифікація
Підземні гірничі виробки, незалежно від наявності безпосереднього виходу на поверхню, мають замкнений контур поперечного перетину. Виробки, що розміщені на поверхні землі (відкриті виробки) мають незамкнений контур поперечного перетину (наприклад, канава).
Гірничі виробки при підземному способі розробки поділяються на:
- гірничорозвідувальні
- гірничо-капітальні
- гірничопідготовчі
- нарізні
- очисні
- закладальні

Залежно від призначення, розрізняють гірничі виробки розвідувальні та експлуатаційні. Перші використовують для пошуків і розвідки родовищ корисних копалин, другі — для розробки родовищ, тобто для виймання корисних копалин із надр. Експлуатаційні виробки, в свою чергу, залежно від призначення поділяються на виробки, що розкривають, підготовлюють і очисні виробки.
Розкривальні виробки призначенні для розкриття шахтного поля, тобто для утворення доступу до корисної копалини.
Підготовлюючі виробки споруджуються для підготовки шахтного поля до розробки.
Очисні виробки — це виробки, в яких безпосередньо ведеться добування корисних копалин.
Залежно від того, по яким породам пройдені виробки, вони поділяються на пластові і польові. Перші проходяться по пласту корисної копалини, другі — по пустих породах.
Залежно від співвідношення між площею перетину виробки та її подовжнім розрізом, розрізняють виробки протяжні (зокрема, магістральні) та об'ємні. Залежно від положення в просторі, протяжні гірничі виробки поділяються на горизонтальні, похилі і вертикальні.

### Підземні гірничі виробки
| Вертикальні                                                                       | Горизонтальні                                                             | Похилі                                                                                 | Інші виробки                                                      |
| --------------------------------------------------------------------------------- | ------------------------------------------------------------------------- | -------------------------------------------------------------------------------------- | ----------------------------------------------------------------- |
| - Ствол (стовбур) - Шурф - Сліпий ствол - Ґезенк - Дудка - Рудоскат - Породоспуск | - Штольня - Тунель - Штрек - Квершлаг - Орт - Просік (косовик) - Котлован | - Похилий ствол - Бремсберг - Похил - Скат - Ходок (хідник) - Піч - Підняттєва виробка | - Лава - Дучка - Збійка - Камера - Ніша - Рудоспуск - Свердловина |

### Відкриті виробки
Відкриті виробки — гірничі виробки в межах кар'єру.
- Траншея (гірництво)
- Канава (гірництво)
- Колодязь
- З'їзд

### Виробки спеціального призначення
| - Акумулююча гірнича виробка - Бункер підземний - Водознижувальний колодязь - Водозбірник | - Газозбірна виробка - Горловина камери (шийка) - Дренажні виробки - Зінкверк - З'їзд | - Мінні виробки - Косовиковий хідник - Пристовбурні виробки - Розвантажуючі виробки - Розрізні виробки |

### Заплановані гірничі виробки
Заплановані гірничі виробки (рос. горные выработки планируемые, англ. mine workings planned) — намічувані до проведення в плановому періоді гірничі виробки, необхідні для забезпечення планового видобутку корисної копалини і перспективного розвитку гірничих робіт.

## Форми поперечного перетину виробок

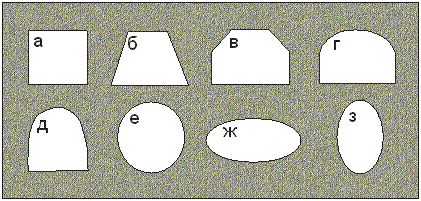
Основні форми перетину виробок: а) прямокутна; б) трапецієподібна; в) полігональна; г) склепінна; д) аркова; е) кругла; ж, з) еліпсоподібна

Форма поперечного перетину горизонтальних виробок встановлюється відповідно до фізико-механічних властивостей порід та стану порід, якими вони проводяться, величини та напрямку гірничого тиску, терміну служби та прийнятої конструкції кріплення.
Якщо виробку не кріплять, їй надається склепінна форма поперечного перетину, яка наближається до форми склепіння природної рівноваги.
Прямокутна форма найчастіше використовується при відсутності бокового тиску порід й у тих випадках, коли виробки кріпляться дерев'яним, штанговим або змішаним кріпленням (бетонні стінки і перекриття з металевих балок).
Трапецієподібна форма сприймає як вертикальний, так і боковий тиск. При цій формі виробки звичайно кріплять деревом, металом, збірним залізобетоном. Поширено при проведенні нарізних виробок.
Полігональна форма приймається у тому випадку, коли виробки кріплять залізобетоном, рідше — для посилення трапецієподібного дерев'яного кріплення.
Склепінну форму застосовують при кам'яному або бетонному кріпленні. При цьому склепіння буває трьохцентрове (коробкове) і півциркульне з прямолінійними або криволінійними стінками.
Аркове кріплення використовується за наявності вертикального і бокового тиску гірських порід. Звичайно виробки кріпляться металевими арками різних конструкцій.
Кругла форма найбільш підходить при наявності всебічного тиску. У цьому випадку виробки кріплять збірними залізобетонними елементами, бетоном або металевим кріпленням. Вуглеспускні свердловини можуть взагалі не кріпитися. Якщо один з компонентів гірського тиску значно більший за інші, використовується еліпсоподібне кріплення.
Перелічені форми поперечного перетину виробок використовують у всіх підготовчих і капітальних виробках з урахуванням впливу на них різних факторів.

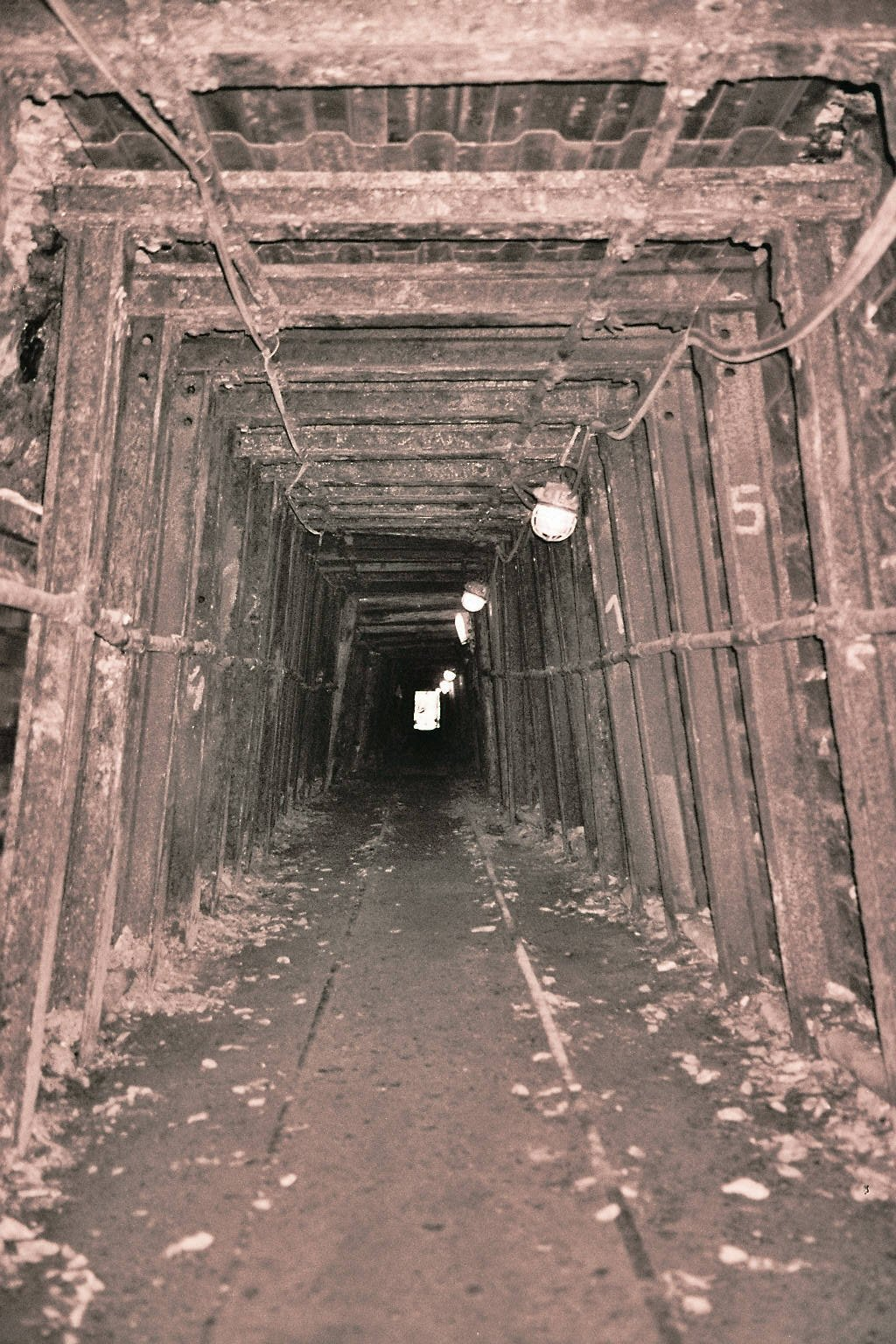
Трапецієподібний перетин
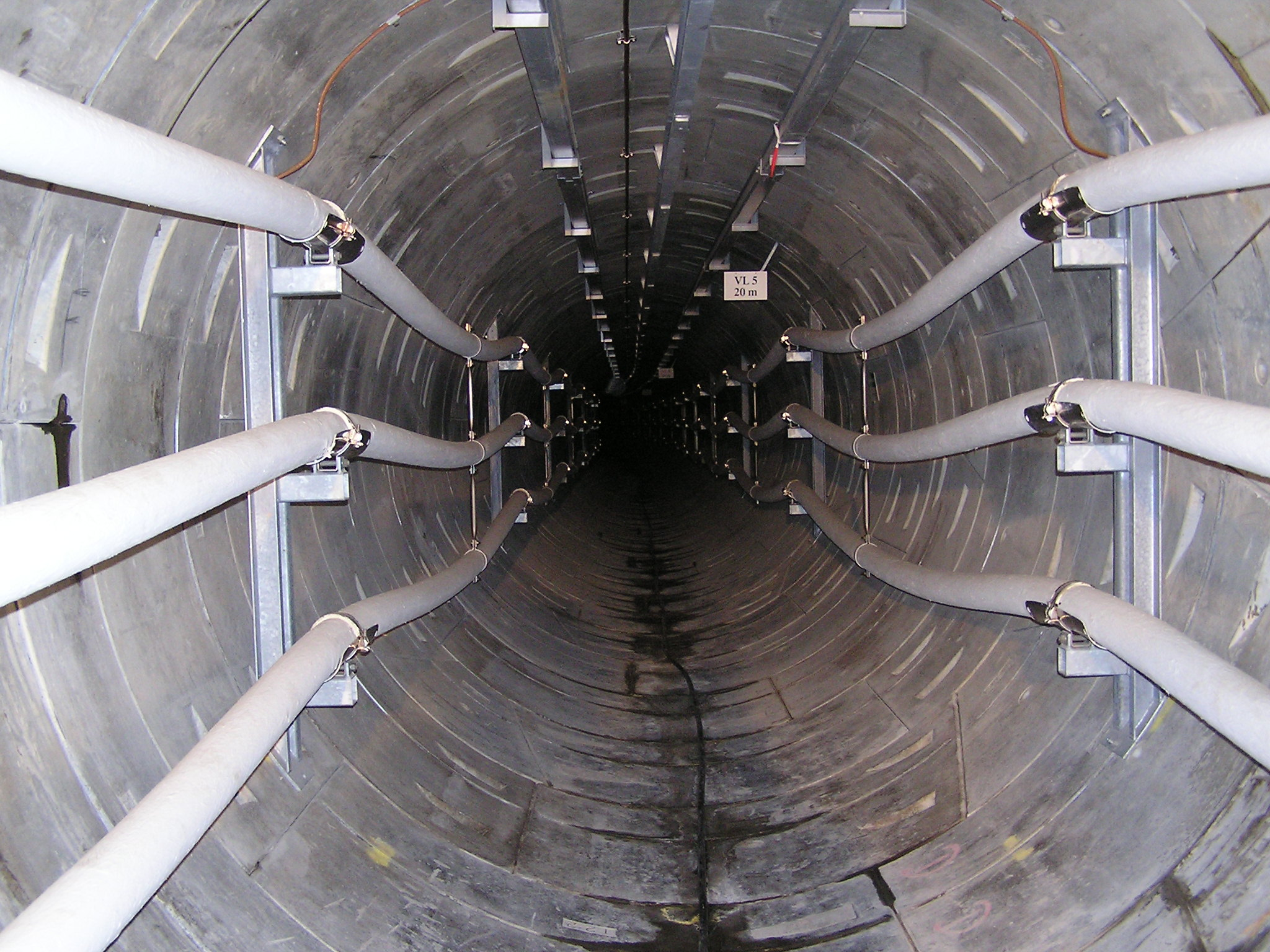
Круглий перетин
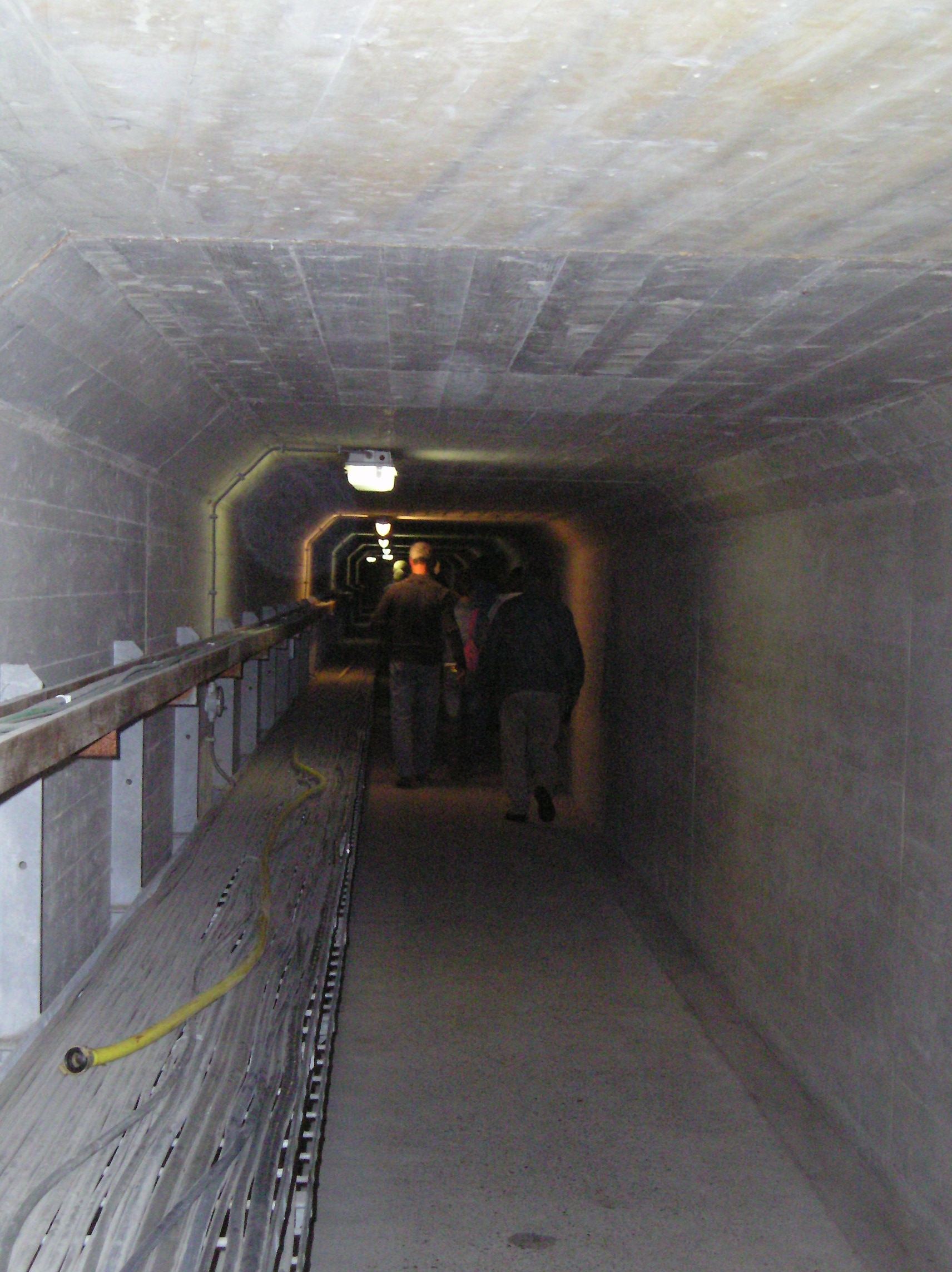
Прямокутний перетин
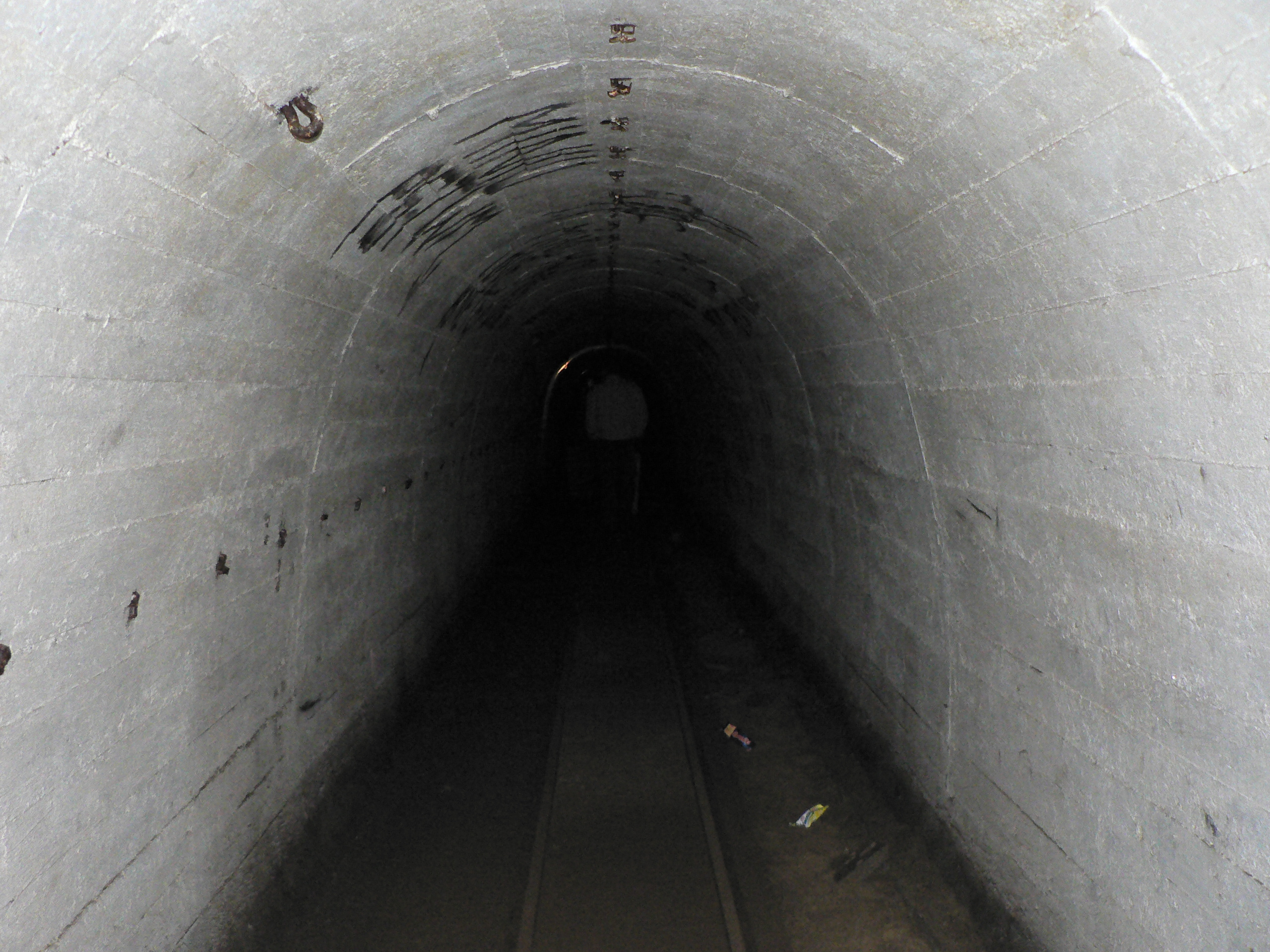
Склепінний перетин

При будівництві тунелів, метрополітенів, гідротехнічних споруд використовують також еліпсоподібний перетин з вертикальною або горизонтальною віссю, що залежить або від призначення виробки, або від гірничо-технічних умов, зокрема, від напрямку дії максимальної компоненти гірського тиску, уздовж якої й розташовується найбільша вісь еліпсу.

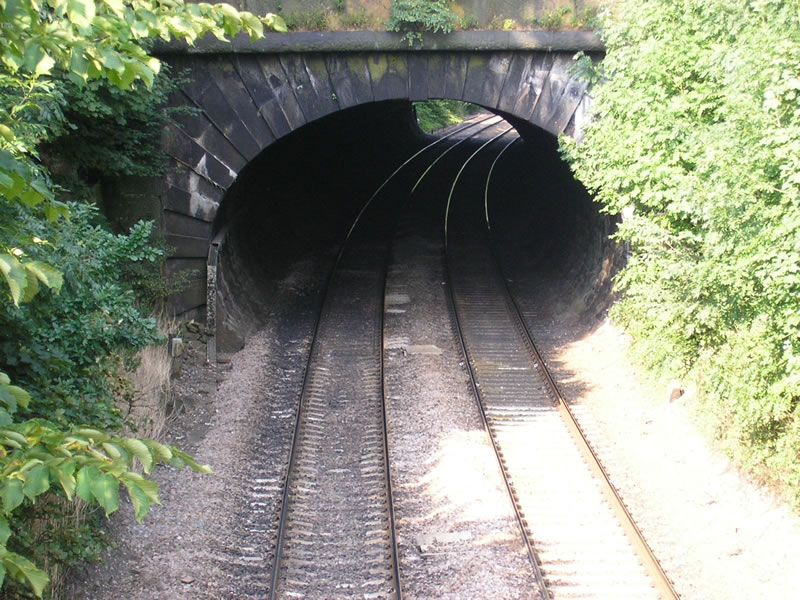
Еліпсоподібний перетин
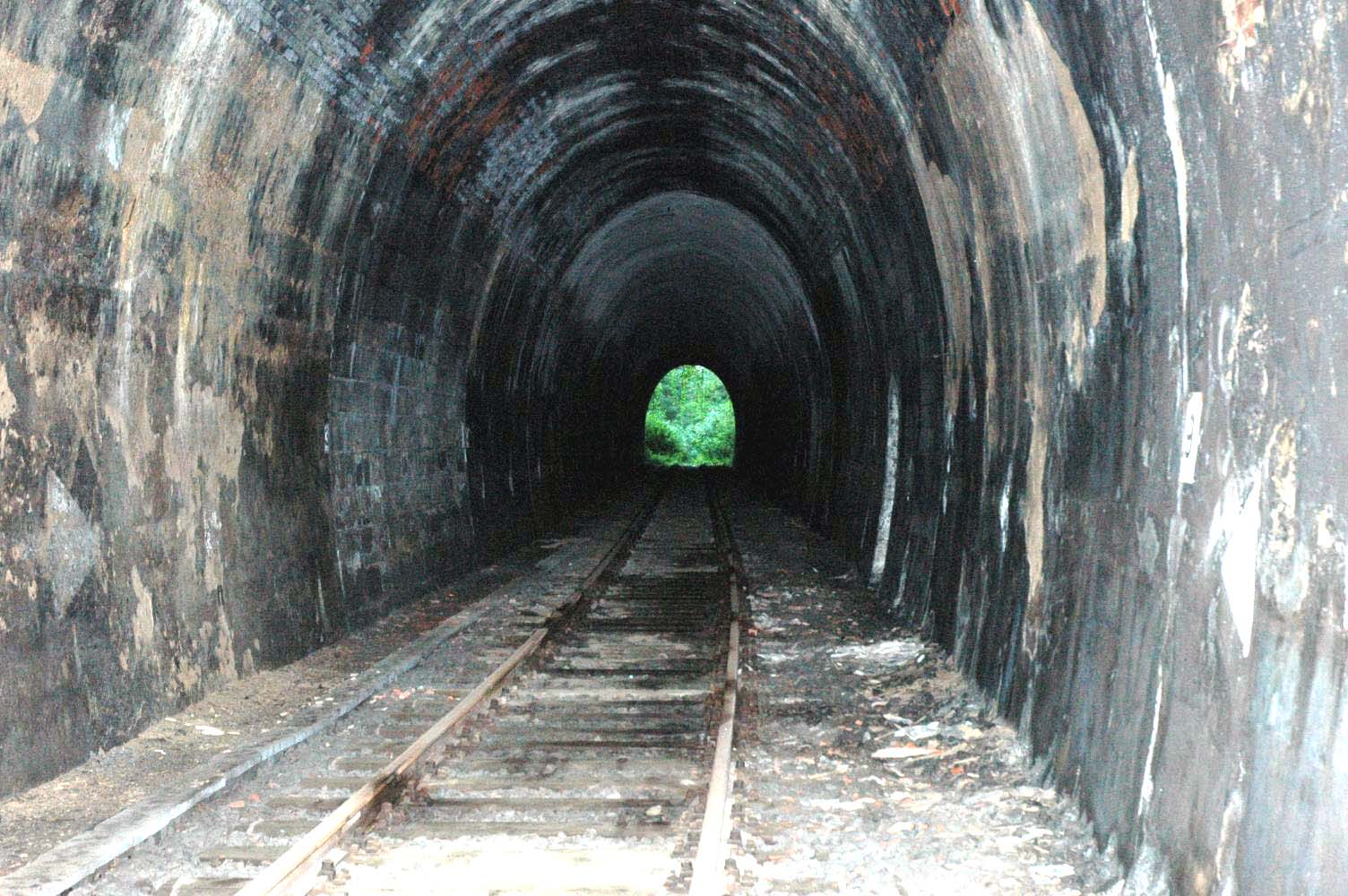
Арковий перетин
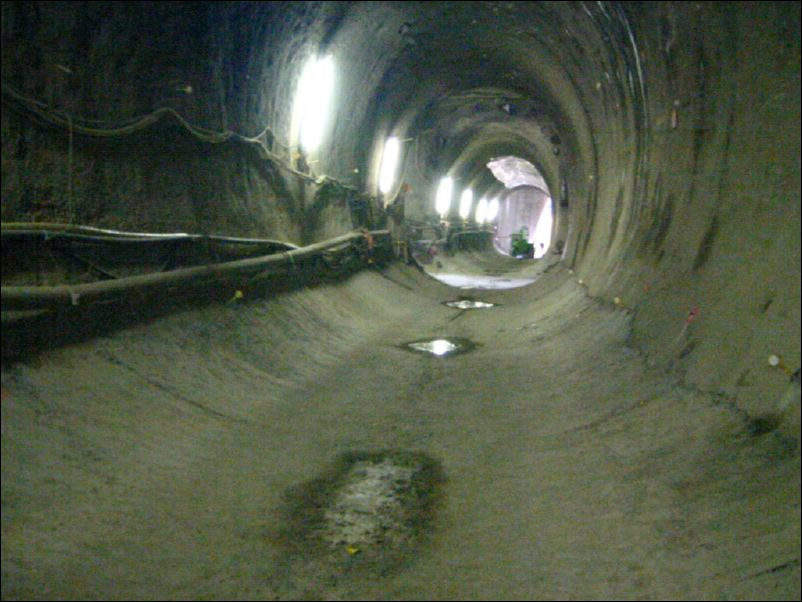
Арковий перетин із зворотнім склепінням

## Розміри поперечного перетину виробок
Розміри поперечного перетину виробки у світлі залежать головним чином від її призначення та зумовлюються габаритами рухомого складу або конвеєра, кількістю рейкових шляхів, зазорами між кріпленням та найбільш виступаючою частиною рухомого составу або конвеєра, способом переміщення людей та кількістю повітря, яке проходить виробкою. При проєктуванні поперечного перетину виробки у світлі необхідно також враховувати запас на можливі усадки порід, що залежить від типу виробки, умов її підтримання і потужності пласта.
У типових перетинах передбачена вертикальна податливість кріплення 300 мм і горизонтальна на рівні 1,8 м від підошви виробки — 230—290 мм. У виробках, закріплених податливим кріпленням, дуже важливо правильно установити запас на осадку, що може забезпечити її безремонтне підтримання на весь термін служби.
Мінімальну висоту виробки вимірюють від рівня голівки рейок до внутрішньої поверхні кріплення, і вона повинна за Правилами безпеки (ПБ) дорівнювати 1,9 м у головних відкаточних і вентиляційних виробках та 1,8 м у дільничних підготовчих виробках.
Розрізнюють площу поперечного перерізу виробки у світлі і начорно:
- площа поперечного перерізу виробки у світлі — площа, замкнена між кріпленням виробки і її підошвою, за винятком площі перерізу, зайнятої насипаним на підошві виробки баластним шаром;
- площа поперечного перерізу виробки начорно (в проходці) — площа виробки, якою вона є в процесі проведення до зведення кріплення, настилання рейкового шляху і баластного шару, прокладання різного виду кабелів, трубопроводів і т. ін.